# Louis Antoine Pille
Pour les articles homonymes, voir Pille (homonymie).
Louis Antoine Pille, né à Soissons (Aisne) le 14 juillet 1749 et mort à Soissons le 7 octobre 1828, est un général français de la Révolution et de l’Empire.

## Biographie
Admis d'abord comme élève commissaire des guerres, il sert de 1767 à 1776 en qualité de secrétaire des intendances d'Amiens, de Rennes et de Dijon. Employé dans cette dernière ville au moment de la Révolution française, il devient sous-lieutenant des chasseurs volontaires à cheval de Dijon en août 1789, chef de bataillon le 11 novembre suivant, commandant des volontaires de cette ville le 18 avril 1790, et fait partie des fédérés volontaires qui se rendent à Paris le 14 juillet de la même année.
Nommé le 30 août 1791 lieutenant-colonel du 1er bataillon de volontaires de la Côte-d'Or, il sert à l'armée du Centre en 1792. Adjudant-général provisoire le 19 août même année, il se fait remarquer à l'affaire de Boujon, à la bataille de Jemmapes, aux combats d'Anderlach (ou Anderlecht), de Tirlemont et de Varon. Passé à l'armée du Nord au commencement de 1793, il assiste au bombardement de Maestricht, à la bataille de Nerwinde et au combat de Pellenbeck, et reçoit un coup de feu à la tête. Lors de la retraite du camp de Braille le 2 avril, Pille, livré à l'ennemi par Dumouriez, est détenu dans la citadelle de Maestricht ; les Autrichiens le remettent par suite d'échange le 23 mai aux avant-postes français.
Confirmé dans le grade d'adjudant-général chef de brigade le 15 août 1793, il obtient le 2 décembre 1793 celui de général de brigade. Il a obtenu des lettres de service pour passer avec ce grade à l'armée des Alpes, lorsque le 20 avril 1794 le Comité de salut public le désigne à la Convention nationale pour remplir les fonctions de commissaire de l'organisation et du mouvement des armées de terre. Il occupe ce poste important jusqu'au 6 novembre 1795. Général de division le 13 novembre suivant, il a plusieurs commandements dans l'intérieur. Chargé en l'an VI du commandement en chef de douze des départements du Midi de la France, depuis les Alpes et les Pyrénées jusqu'à l'Océan, il reçoit du général Bonaparte une lettre dans laquelle on trouve la phrase suivante : « Le gouvernement ne pouvait confier en des mains plus sages des fonctions plus importantes. »
Nommé inspecteur en chef aux revues le 19 septembre 1801, il s'occupe d'augmenter l'armement des côtes de l'Ouest, notamment celles de la rade et du port de Boulogne, et prend part aux différents engagements qui ont lieu en vue de cette place. Après le traité d'Amiens le premier Consul l'attache au comité central des revues et de l'administration des troupes. Le 6 septembre 1803, envoyé en tournée dans la 27e division militaire (armée d'Italie), il y reçoit le 25 mars 1804 la décoration de la Légion d'honneur, et le 17 janvier 1805 la croix d'officier du même ordre. En 1807 il est chargé de l'inspection générale des troupes d'infanterie stationnées en Italie et dans le royaume de Naples.
Rentré en France, il passe avec les mêmes fonctions en octobre 1808, dans les 10e et 11e divisions militaires. Il est créé chevalier de l'Empire le 18 mars 1809, puis nommé Général de Division dans l'Armée d'Espagne, au quartier général de Bayonne (lettre signée de sa main le 4 novembre 1812. Mis en disponibilité le 1er mai 1814, chevalier de Saint-Louis le 19 juillet de la même année, commandeur de la Légion d'honneur le 1er novembre suivant, Louis XVIII lui accorde le titre de comte le 23 septembre 1815.
Le 30 décembre 1814, il a été employé comme inspecteur général d'infanterie dans la 16e division militaire (Lille). Admis à la retraite le 6 septembre 1815, il meurt à Soissons le 7 octobre 1828.
Son nom est inscrit sur l'arc de triomphe de l'Étoile, côté Ouest. Une rue de Soissons porte son nom ainsi que le fort de Condé.

## Armoiries
| Armoiries | Nom du chevalier et blasonnement |
| --------- | --- |
|           | Chevalier Louis Antoine Pille et de l'Empire, lettres patentes du 18 mars 1809. D'or, au chevron d'azur chargé de trois étoiles d'argent, une et deux, accompagné en chef de deux têtes de cheval affrontées de sable et en pointe d'un lion rampant de même, bordure de gueules au signe des chevalier - Livrées : les couleurs de l'écu. Comte Louis Antoine Pille, restauration (23 septembre 1815) |